# كفر حمام (حاصبيا)
كفر حمام هي إحدى القرى اللبنانية من قرى قضاء حاصبيا في محافظة النبطية. وهي ضمن «اتحاد قرى العرقوب». وقد تعرّضت للاحتلال الاسرائيلي في خلال العقدين الأخيرين من القرن العشرين وتمّ تحريرها في ربيع سنة 2000.

## جغرافيتها
تبعد كفر حمام 115 كلم عن بيروت عبر طريق مرجعيون ـ راشيّا الفخّار، وترتفع 800 م عن سطح البحر، وتمتد على مساحة 533 هكتاراً. وتقع عند الطرف الجنوبي الغربي لجبل سدانة المنحدر من جبل حرمون، تعدّ الشقيقة التوأم لبلدة كفرشوبا التي تحدها من الشرق، وتحدها الهبارية وراشيا الفخار شمالاً وغرباً، وتطل على سهل الحولة جنوباً·

### مناخها
مناخها معتدل، خاصة في فصل الصيف، نظراً لغابات الصنوبر وأحراج السنديان والملول، التي تحيطها من كل الجهات.

### زراعاتها
تشتهر بزراعة التين والكرمة والزيتون، والحبوب

## عائلاتها
يبلغ عدد سكان كفرحمام نحو 5 آلاف نسمة، معظمهم من المذهب السني. وأبرز عائلاتها:
عبدالحميد،إسماعيل، حمّود، خليل، دروبي، رجب، رمضان، سمّور، سويد، شحرور، طه، عطيّة، علاء الدين، فارس، وهبة، يونس …
ومن شخصياتها:عبده عبدالحميد، (مختار قرى كفرحمام وكفرشوبا والهبارية على ما يقرب الخمسين عاما)، محمود سويد (صحافي وأديب)، وأحمد أسعد سويد (محام وكاتب وسياسي، ونائب 1992 و1996 2000).

## معالم
تعود تسمية كفرحمام للغة السريانية (KFAR M MA) ومعناه المكان الحار. لكن يرجح أن معناه محلة الحمّام، فمن آثارها آبار وأجران وبقايا بناء رومانيّ أو فينيقيّ لعلّه كان حمّاما.
وهي غنية بالآثار القديمة التي يعود تاريخها للعهدين الروماني والفينقي، يدل على ذلك ما تبقى من نواويس ومغاور وكهوف منحوتة بالصخر، وبقايا معبد في حارتها الجنوبية، وإلى جانبه مقبرة يعود عمرها لمئات السنين، وتعرف بمقبرة بنات يعقوب·

### مهرجانات كفرحمام
يقام في البلدة مهرجان فني وثقافي سنوي، تنظمه لجنة مهرجانات كفرحمام.